# Bristol & Suburban Association Football League
Bristol & Suburban Association Football League är en engelsk fotbollsliga, grundad 1894. Den har sju divisioner och toppdivisionen Premier Division One ligger på nivå 12 i det engelska ligasystemet. Ligans andra divisioner är Premier Division Two och Division One till Five.
Ligan är en av tre matarligor till Gloucestershire County Football League.

## Mästare
| Säsong  | Premier Division One |
| ------- | -------------------- |
| 2004/05 | Teyfant Athletic FC  |
| 2005/06 | St Aldhelms FC       |
| 2006/07 | Avonmouth FC         |
| 2007/08 | St Aldhelms FC       |
| 2008/09 | St Aldhelms FC       |
| 2009/10 | St Aldhelms FC       |
| 2010/11 | Bristol Telephones   |